# Parco nazionale di Yok Don
Il parco nazionale di Yok Don, detto anche Tieu Teo Easup, (in vietnamita:Vườn quốc gia Yok Đôn) è un'area naturale protetta del Vietnam e prende il nome dal Monte Yok Don. È stato istituito nel 1992 e occupa una superficie di 115,545 ha nella provincia di Dak Lak.

## Attività
Nel parco nazionale si possono guidare gli elefanti, fare trekking e birdwatching.